# Bombycilla
Bombycillidae là một họ chim trong bộ Passeriformes.
Các loài trong họ này là chim có bộ lông bóng mượt màu nâu hay xám nhạt, với vằn mắt màu đen trắng, mào lông, đuôi vuông và cánh nhọn. Một số lông cánh có chóp màu đỏ, tương tự như xi gắn bằng sáp, và đó là nguyên nhân mà tên gọi phổ biến trong tiếng Anh của chúng là wax wing (cánh sáp).
Chúng là các loài chim sống trên cây và sinh sản ở các cánh rừng phương Bắc (Witmer và Avery 2003). Thức ăn chính của chúng là trái cây, mà chúng ăn từ đầu mùa hè (dâu tây, dâu tằm, và amelanchier) qua cuối mùa hè và đầu mùa thu (quả mâm xôi, mâm xôi, anh đào và kim ngân) tới cuối mùa thu và mùa đông (bách xù, nho, hải đường, thanh lương trà, tường vi, cotoneaster, sơn thù du, tầm gửi) (MacKinnon và Phillipps 2000, Witmer và Avery 2003). Chúng bứt quả khi đậu trên cây hoặc khi đang bay lượn. Vào mùa xuân, chúng thay thế trái cây bằng nhựa cây, chồi và hoa. Trong thời gian thời tiết ấm áp của năm, chúng bắt nhiều loài côn trùng trên cây hoặc bay trong không trung, và thường làm tổ ở gần nước, nơi côn trùng bay rất dồi dào (Witmer và Avery 2003).

## Phân loại học
Họ này có 1 chi duy nhất Bombycilla và 3 loài
- B. garrulus
- B. japonica
- B. cedrorum

## Thư viện ảnh

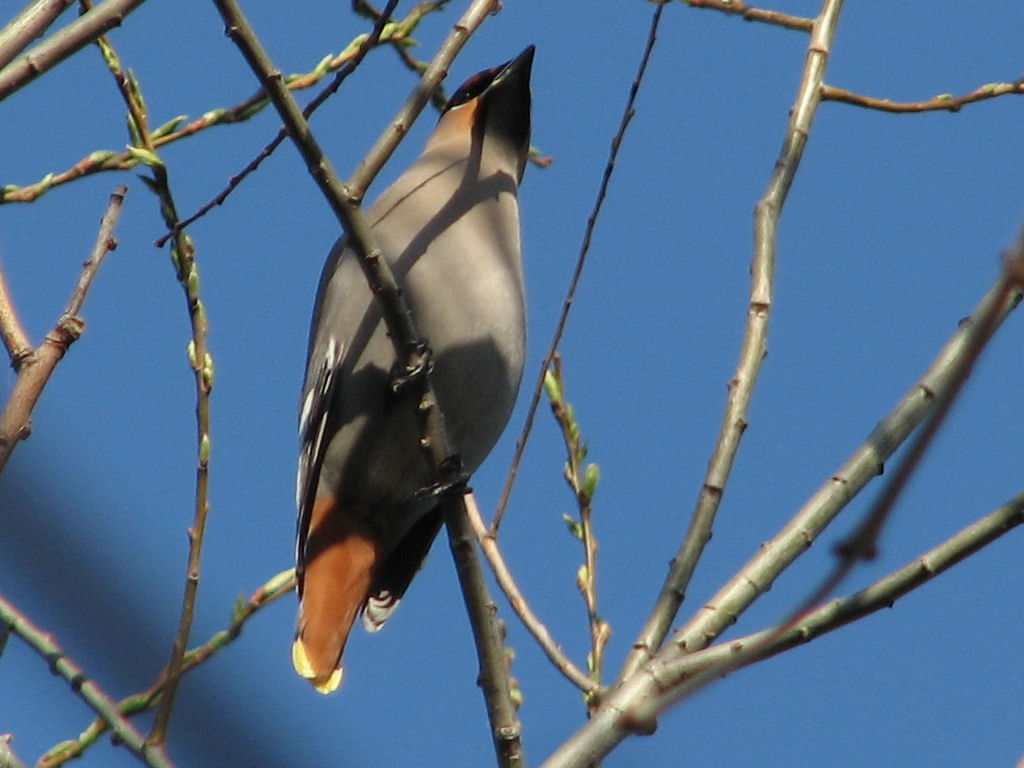
B. garrulus trống
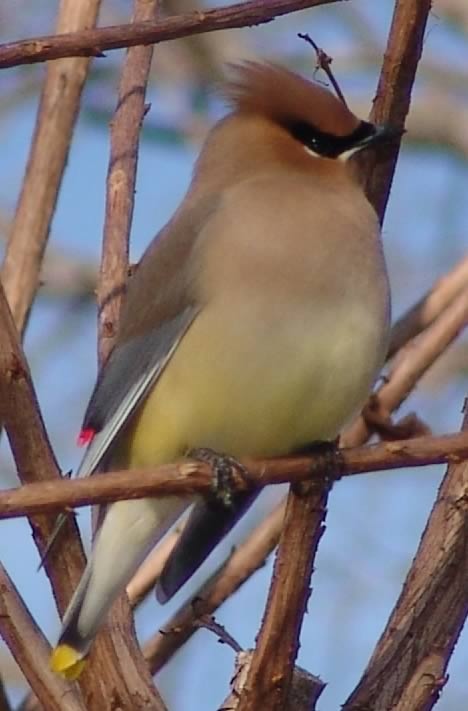
B. cedrorum
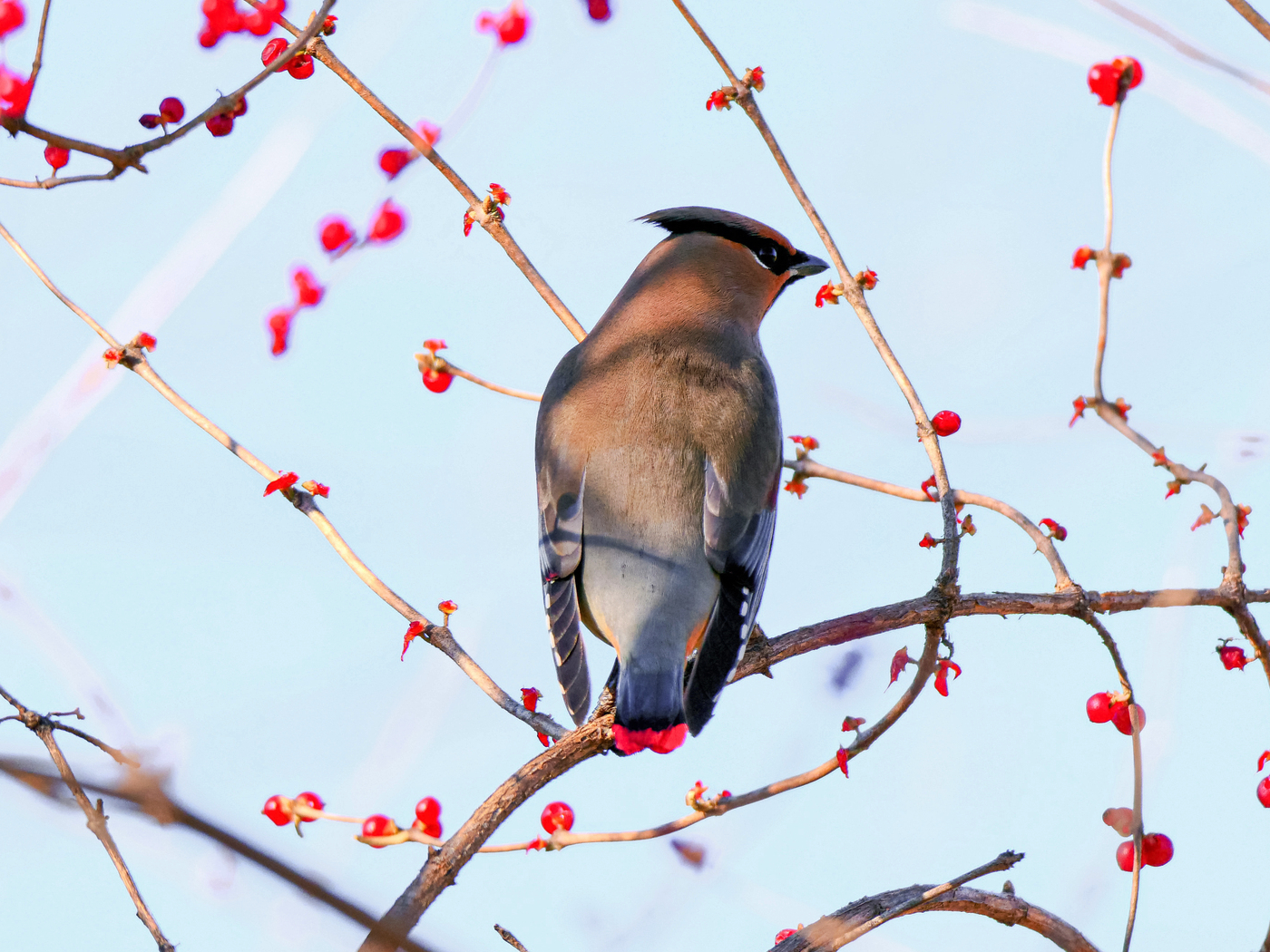
B. japonica